# Sorry!

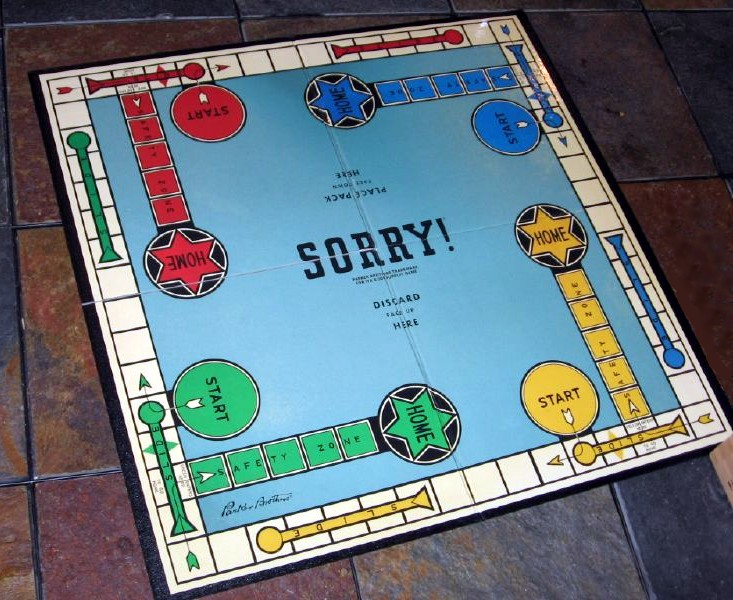

Sorry! ist ein Brett- und Kartenspiel. Es basiert, genau wie Mensch ärgere dich nicht, auf dem traditionellen indischen Spiel Pachisi, wird jedoch mit Spielkarten statt mit Würfeln gespielt und ähnelt darin dem Spiel Tock.
Die Spieler versuchen wie bei anderen Pachisi-Abkömmlingen, schneller als ihre Gegner mit ihren Pöppeln um das Spielfeld in ihr Zielfeld zu kommen. Herausgegeben von Parker Brothers ist Sorry! für zwei bis vier Spieler ab sechs Jahren konzipiert. Der Name „Sorry!“ kommt von der „Sorry!“-Karte, mit der ein Spieler einem seiner Gegner das Vorwärtskommen stark erschweren kann.

## Karten
Das moderne Kartendeck von Sorry! enthält 45 Karten: fünf 1 und je vier von 2, 3, 4, 5, 7, 8, 10, 11, 12, und vier Sorry!-Karten. Es gibt keine 6er und 9er, um Verwechslungen zu vermeiden. In der ersten Edition hatte das Deck 44 Karten (je vier).